# Salz-Schuppenmiere
Die Salz-Schuppenmiere (Spergularia marina (L.) Besser, Syn.: Spergularia salina C.Presl & J.Presl) ist eine Pflanzenart aus der Gattung Schuppenmieren (Spergularia) innerhalb der Familie der Nelkengewächse (Caryophyllaceae).

## Beschreibung

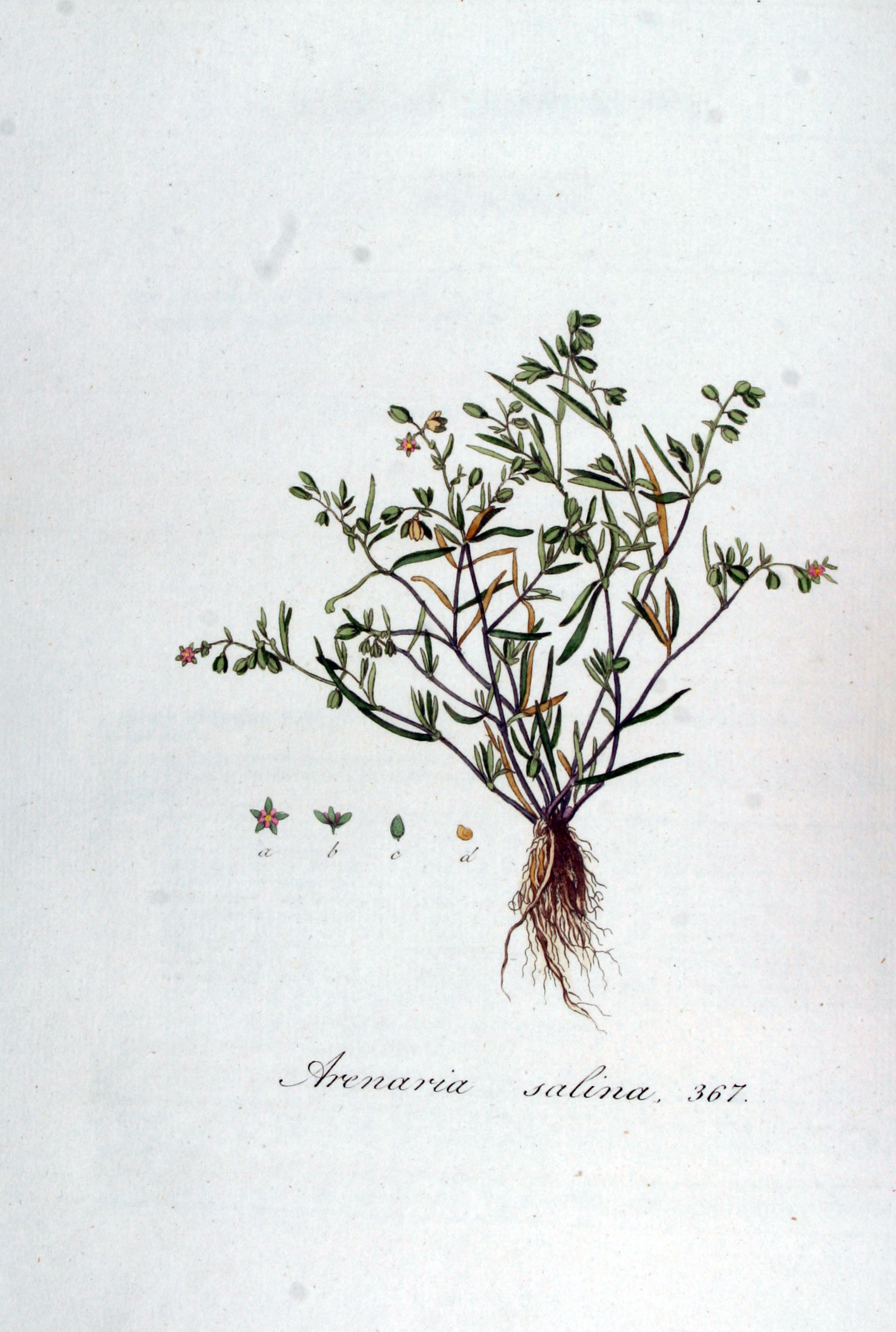
Illustration aus Flora Batava, Volume 5

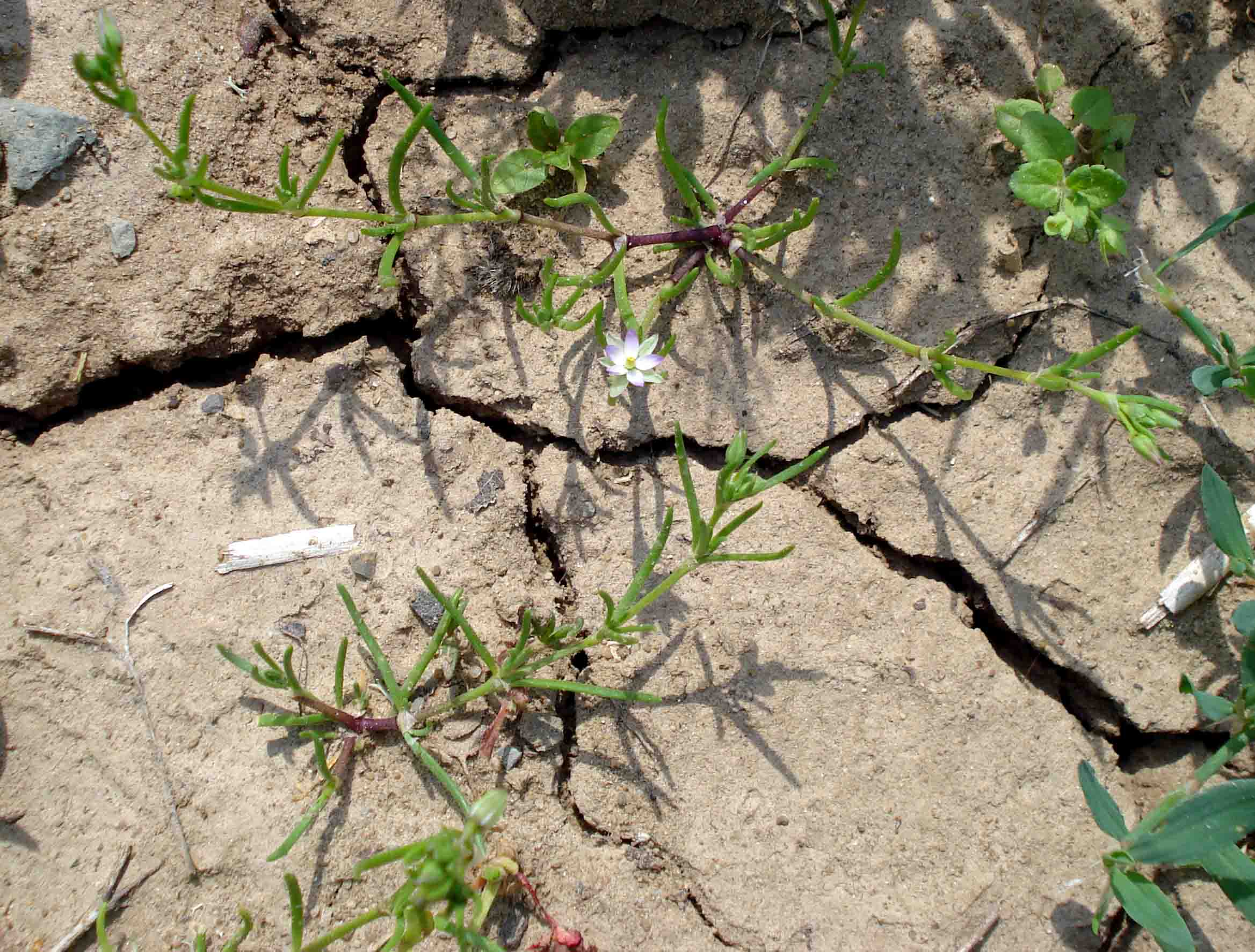
Habitus

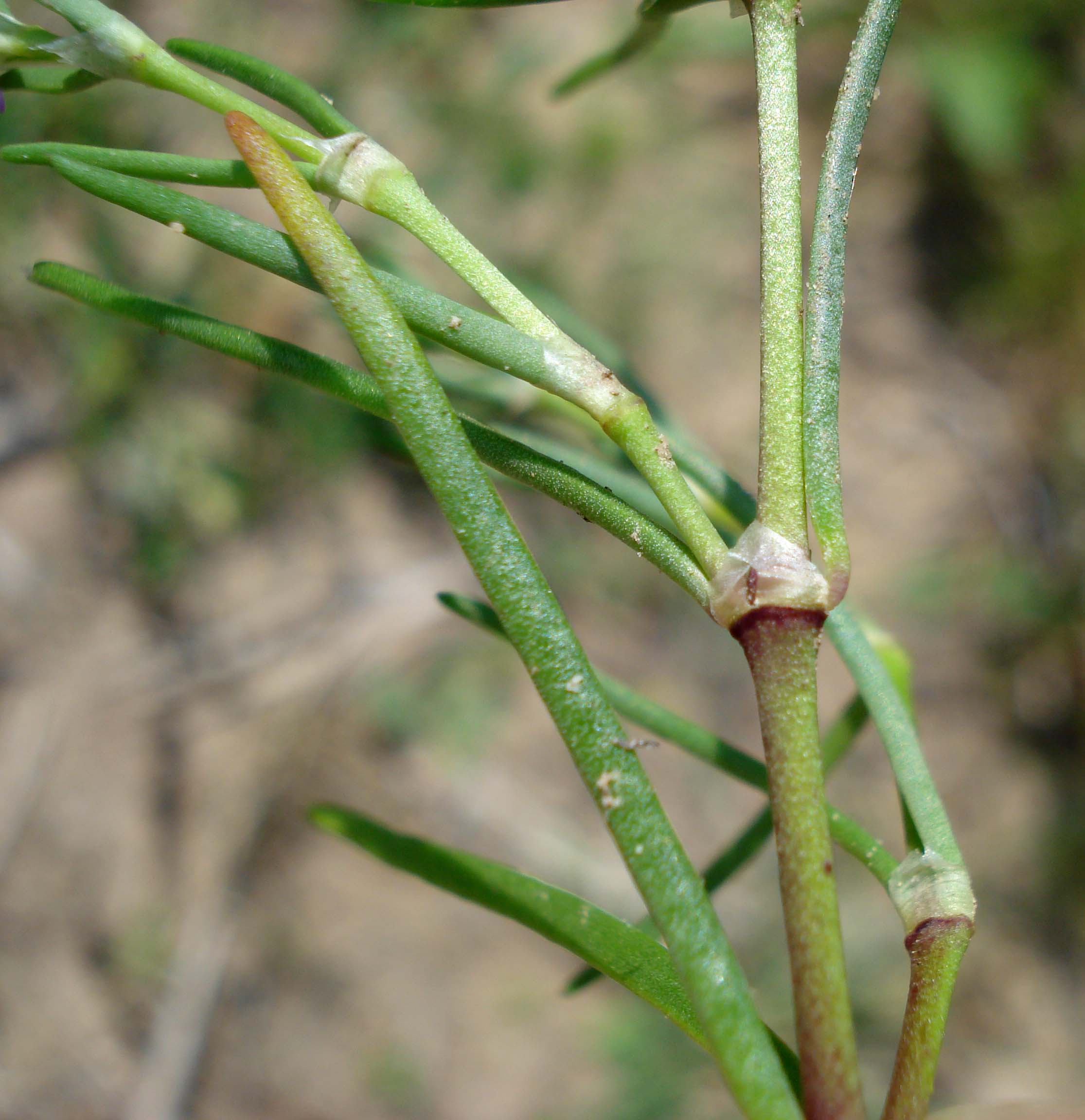
Stängelblätter mit Nebenblättern

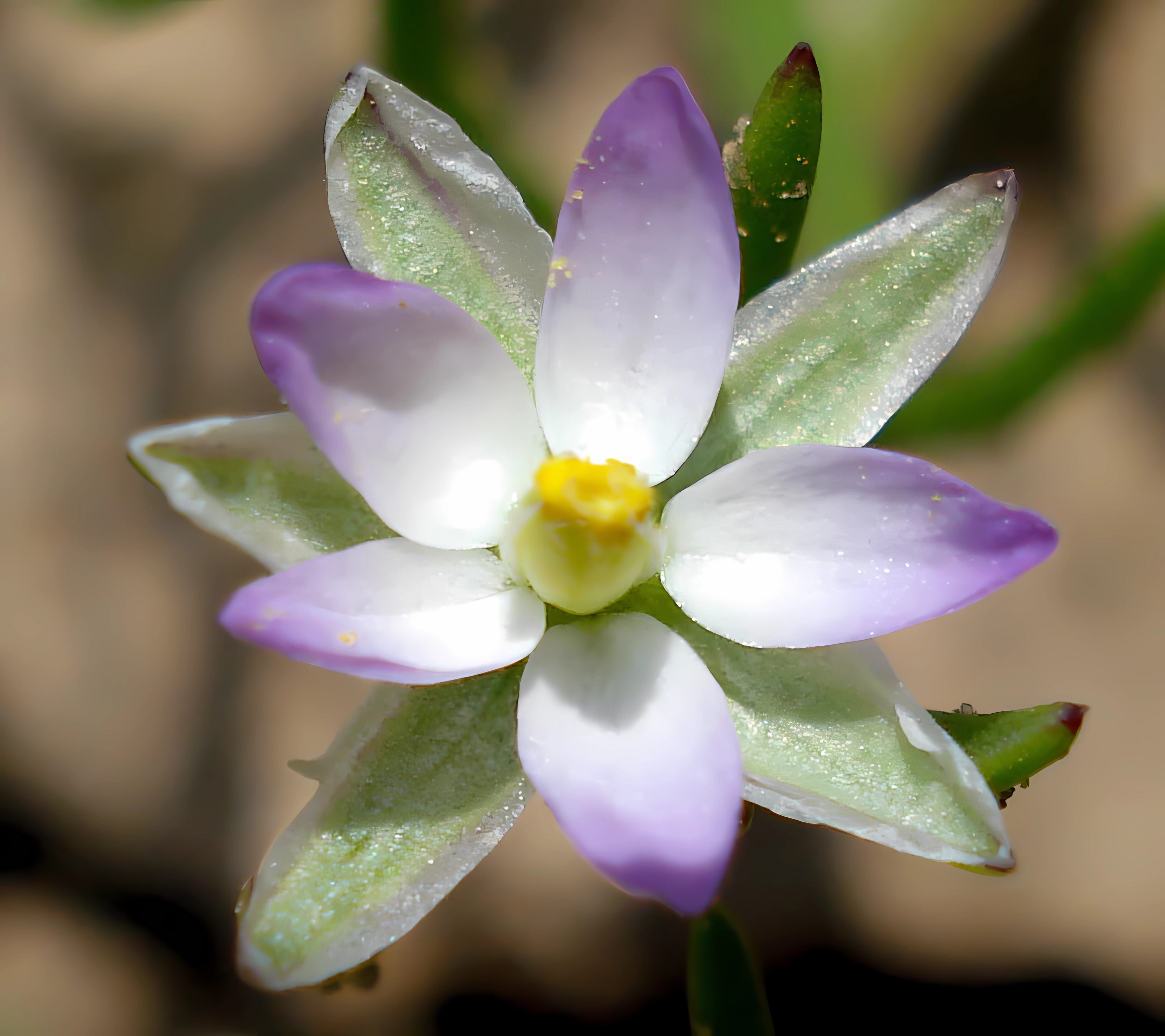
Radiärsymmetrische Blüte im Detail

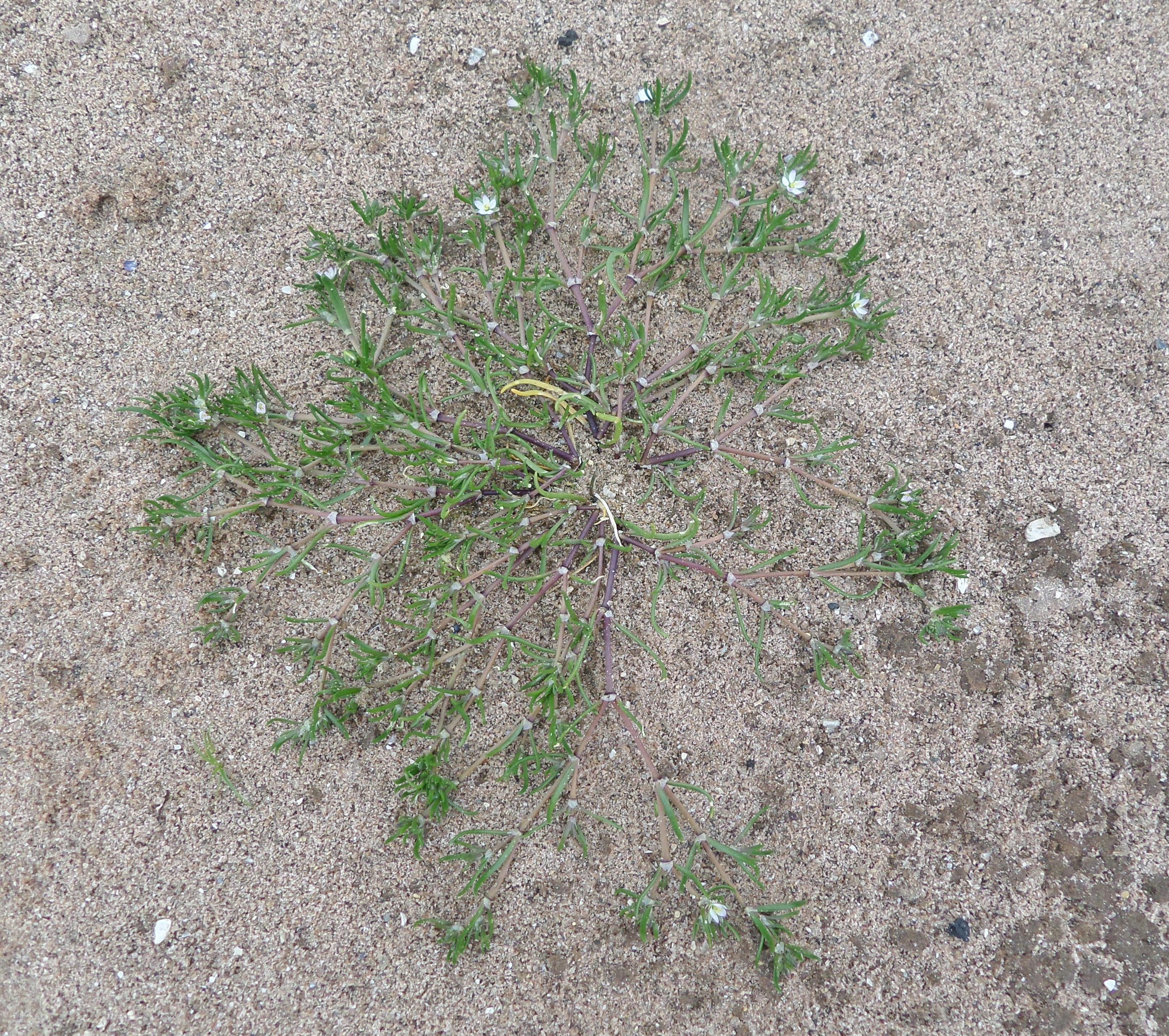
Habitus

### Vegetative Merkmale
Die Salz-Schuppenmiere ist eine einjährig überwinternde oder sommerannuelle krautige Pflanze, die nur Wuchshöhen von 5 bis 15 Zentimetern erreicht. Der niederliegende bis aufsteigende Stängel ist reichlich verzweigt und oft rasig ausgebreitet. Die kahlen oder nach oben zu drüsig behaarten Stängel sind zweischneidig bis schwach kantig und manchmal an zwei Kanten etwas geflügelt.
Die gegenständig an den Stängeln angeordneten Laubblätter sind meist länger als die Stängelglieder. Die stumpflichen und dickfleischigen Laubblätter sind bei einer Länge von bis zu 2 Zentimetern länglich-linealisch. Die wenig glänzenden Nebenblätter sind breit-eiförmig und leicht häutig; sie sind oft verwachsen und sind lange haltbar.

### Generative Merkmale
Die Blütezeit reicht von Mai bis September. Die Blüten sind locker in etwas einseitswendigen, trugdoldigen Blütenständen angeordnet. Die Blütenstiele sind meist drüsig und nach der Anthese abwärts gebogen.
Die zwittrigen Blüten sind radiärsymmetrisch und fünfzählig mit doppelter Blütenhülle. Die fünf Kelchblätter sind bei einer Länge von nur etwa 3 Millimetern eiförmig bis elliptisch und besitzen einen Hautrand. Die von außen bis zur Mitte tiefrosafarbenen und an ihrer Basis weißen Kronblätter sind kürzer als die Kelchblätter. In jeder Blüte befinden sich zumeist fünf Staubblätter aus, nur selten ist die Zahl zwischen zwei und neun. Es sind drei Griffel vorhanden.
Die Kapselfrucht ist im reifen Zustand etwa 5 Millimeter lang und besitzt drei Fruchtklappen. Die braunen Samen sind bis zu 0,9 Millimeter lang und auf dem deutlich verdickten Rand mit keulenförmigen Papillen besetzt. Im Gegensatz zur Flügelsamigen Schuppenmiere haben die meisten Samen keinen breiten Flügelsaum.
Die Chromosomenzahl beträgt 2n = 36.

## Vorkommen und Gefährdung
Die Salz-Schuppenmiere kommt sowohl auf der Nord- als auch auf der Südhalbkugel vor. Sie ist meridionales bis boreales Florenelement. Ihr natürliches Verbreitungsgebiet liegt an allen Küsten der gemäßigten bis subarktischen Gebieten der Erde. In den tropischen montanen Regionen der Neuen Welt taucht sie als Neophyt auf. Ihre Bestände gehen weltweit zurück, da ihr Lebensraum vom Menschen zunehmend zerstört wird. In Europa kommt die Salz-Schuppenmiere in fast allen Ländern vor und fehlt nur in Belgien, der Schweiz, Bosnien und Herzegowina, Nordmazedonien, Litauen, Belarus und dem europäischen Russland.
In Teilen Deutschlands steht die Salz-Schuppenmiere auf der Roten Liste der gefährdeten Pflanzenarten (Bundesländer Nordrhein-Westfalen und Rheinland-Pfalz). In Baden-Württemberg galt sie als „verschollen“, kommt aber seit einigen Jahrzehnten auf Salzhalden und an Straßenrändern vor. Sehr selten findet man sie in Nordbayern. In Brandenburg ist sie vom Aussterben bedroht – den größten Salz-Schuppenmieren-Rasen (Spergulario-Puccinelietum distantis) Brandenburgs bilden das Naturschutzgebiet Luchwiesen.
Die Salz-Schuppenmiere besitzt ihre Hauptvorkommen auf wechselfeuchten Salzwiesen und Salzpflanzenfluren. Die Salz-Schuppenmiere ist aber auch an den Ufern salzhaltiger Fließgewässer, auf Salzhalden und an Rändern von im Winter stark gesalzenen Straßen zu finden. Die Salz-Schuppenmiere ist an der Küste die Kennart der Pflanzenassoziation Puccinellietum distantis und besitzt im Binnenland ihr Hauptvorkommen in der Assoziation Chenopodietum rubri des Verbands Chenopodion rubri. Sie kommt häufig zusammen mit dem Queller und dem Gewöhnlichen Salzschwaden (Puccinellia distans) und einigen Vertretern der Gänsefußgewächse vor.

## Taxonomie
Die Erstveröffentlichung des Basionym Arenaria rubra var. marina L. erfolgte 1753 durch Carl von Linné in Species Plantarum, Tomus I, Seite 423. Zur Art erhoben wurde diese Varietät 1812 durch Adrian Hardy Haworth als Stipularia marina (L.) Haw. August Grisebach stellte sie 1843 dann als Spergularia marina (L.) Griseb. in Spicilegium Florae Rumelicae et Bithynicae ..., Band 1, Seite 213. Vorher schon hatte aber 1822 Wilibald Swibert Joseph Gottlieb von Besser in Enumeratio Plantarum ... Seite 97 diese Art als Spergularia marina (L.) Besser in die Gattung Spergularia gestellt. Ein weiteres Synonym fürSpergularia marina (L.) Besser ist Spergularia salina J.Presl & C.Presl.